# Fähnrich Ro
Fähnrich Ro (Originaltitel: Ensign Ro) ist die dritte Folge der fünften Staffel der US-amerikanischen Science-Fiction-Fernsehserie Raumschiff Enterprise – Das nächste Jahrhundert. Sie wurde in den Vereinigten Staaten über Syndication vermarktet und erstmals am 7. Oktober 1991 auf verschiedenen Fernsehsendern ausgestrahlt. In Deutschland war sie zum ersten Mal am 30. März 1994 in einer synchronisierten Fassung auf Sat.1 zu sehen.

## Handlung
Im Jahr 2368 bei Sternzeit 45076.3 erhält die Enterprise einen Notruf von der Föderationskolonie auf Solarion IV. Der Planet liegt nahe der Grenze zum cardassischen Raum und wird angegriffen. In einer Audiobotschaft bekennt sich schließlich eine Gruppierung der Bajoraner zu dem Angriff. Der Heimatplanet der Bajoraner wurde vor 40 Jahren von den Cardassianern besetzt; seitdem führen sie ein Flüchtlingsdasein.
Mit den Überlebenden der Kolonie fliegt die Enterprise zur Lya-Station Alpha, wo Captain Picard mit Admiral Kennelly das weitere Vorgehen bespricht. Kennelly steht im engen Kontakt mit den Cardassianern und weiß, dass diese schon länger mit Terroranschlägen der Bajoraner zu tun haben, doch einen Angriff auf die Föderation hat es bislang nicht gegeben. Kennelly weist Picard an, Orta, den Anführer der bajoranischen Terroristen, aufzuspüren und zu stoppen. Zur Unterstützung weist er der Enterprise eine neue Offizierin zu: Fähnrich Ro Laren, eine in der Sternenflotte dienende Bajoranerin. Picard protestiert, da Ro für einen sehr unrühmlichen Zwischenfall verantwortlich sein soll, der sich vor einiger Zeit ereignet hatte. Kennelly lässt ihm allerdings keine Wahl.
Der erste Offizier Will Riker nimmt sich vor, von Ro Laren höchste Pflichterfüllung zu verlangen. Sie lässt sich davon aber wenig beeindrucken und erklärt Picard, dass sie den Einsatz auf der Enterprise nur angenommen hat, weil sie ihn einem Aufenthalt im Gefängnis vorzieht. Zudem muss sie ihn darüber belehren, dass er sie falsch angeredet hat, denn im Gegensatz zu den Menschen steht bei den Bajoranern der Familienname an erster Stelle.
Die Enterprise fliegt ins Valo-System, wo man sich mit dem Verbindungsmann Jas Holza treffen will. Ro meint jedoch, Jas sei nur ein Vorzeige-Bajoraner ohne echten Einfluss auf sein Volk. Vielversprechender sei ein Treffen mit Keeve Falor in einem Flüchtlingslager auf Valo II. Picard beschließt, ihrem Rat zu folgen, und trifft sich mit Keeve. Der bestreitet, dass die Bajoraner irgendetwas mit dem Angriff auf Solarion IV zu tun haben. Er zeigt aber zunächst kein Interesse, Picard bei der Aufklärung zu helfen, da die Föderation nichts gegen die Besetzung seiner Heimatwelt durch die Cardassianer unternommen hat. Picard kann allerdings sein Vertrauen gewinnen, indem er Hilfsgüter von der Enterprise kommen lässt.
Etwas später sitzt Ro auf der Enterprise allein an einem Tisch in der Bar „Zehn Vorne“. Die Barkeeperin Guinan möchte sie näher kennenlernen und ignoriert konsequent alle Versuche Ros, sie abzuwimmeln. Schließlich lässt sie sich auf ein Gespräch ein und erklärt Guinan, warum sie so einen schlechten Ruf hat: Sie hatte zuvor auf der USS Wellington gedient. Bei einem Einsatz hatte sie einen direkten Befehl eines Vorgesetzten ignoriert, wodurch acht Besatzungsmitglieder ums Leben kamen. Sie musste sich daraufhin vor einem Militärgericht verantworten. Trotz dieses Geständnisses beschließt Guinan, Ro als Freundin zu betrachten. Als Ro daraufhin in ihr Quartier geht, wird sie von Kennelly kontaktiert und sie teilt ihm mit, dass alles nach Plan verläuft.
Keeve stellt Kontakt zu Orta her, dessen Versteck sich auf dem dritten Mond von Valo I befindet. Die Enterprise setzt Kurs und Picard beamt mit einem Außenteam auf die Oberfläche. Er muss feststellen, dass Ro schon vor ihm hinuntergebeamt ist. Auf dem Mond geraten er und sein Außenteam in einen Hinterhalt und werden von Ortas Männern umstellt. Orta versichert Picard eindringlich, dass er mit dem Angriff auf Solarion IV nichts zu tun hat. Anschließend lässt er das Außenteam einschließlich Ro wieder gehen. Zurück auf dem Schiff ordnet Picard an, dass Ro als Konsequenz für ihr eigenmächtiges Handeln bis zum Ende der Mission ihr Quartier nicht mehr verlassen darf. Nach einem Besuch von Guinan beschließt sie jedoch, auch diese Anweisung zu ignorieren und Picard aufzusuchen. Da Picard Guinans Rat sehr schätzt, ist er bereit Ro anzuhören, als Guinan ihm sagt, dass sie ihre Freundin sei. Ro erklärt Picard, dass sie von Kennelly einen geheimen Auftrag erhalten hat. Ohne Picards Wissen sollte sie Orta ein Angebot machen: Wenn er auf weitere Feindseligkeiten gegen die Föderation verzichtet, will Kennelly ihm Waffen für seinen Kampf gegen die Cardassianer liefern. Als sie jedoch erfuhr, dass Orta mit dem Angriff auf die Kolonie nichts zu tun hatte, erwähnte sie das Angebot gar nicht erst. Picard ist von ihrer Ehrlichkeit positiv überrascht und zugleich besorgt, da Kennellys Angebot gegen die Grundprinzipien der Sternenflotte verstößt. Er beschließt, den wahren Angreifer ausfindig zu machen, und er möchte, dass Ro ihm dabei hilft.
Die Enterprise bietet an, ein bajoranisches Transportschiff mit Flüchtlingen zu eskortieren. Schon nach kurzer Zeit nähern sich zwei cardassianische Kriegsschiffe. Ihr Kommandant Gul Dolak fordert die Übergabe des Transporters, da sich seinen Informationen nach Terroristen an Bord befinden. Picard möchte das Schiff nicht den Cardassianern überlassen und kontaktiert Kennelly. Der gibt ihm den Befehl zum Rückzug. Picard muss gehorchen und kurz darauf wird das Transportschiff von den Cardassianern zerstört. In einer Nachbesprechung gesteht Picard allerdings, dass das Schiff ferngesteuert war und sich niemand an Bord befand. Die Raumschiffe der Bajoraner sind viel zu schwach für Angriffe auf die Föderation. Seiner Einschätzung nach haben die Cardassianer Solarion IV angegriffen und dies den Bajoranern in die Schuhe geschoben. Sie hatten gehofft, dadurch die Sternenflotte auf ihre Seite zu bringen, damit diese ihnen dabei hilft, die bajoranischen Terroristenführer ausfindig zu machen. In Kennelly scheinen sie einen nützlichen Helfer gefunden zu haben. Picard ist sich sicher, dass es zu einer formellen Untersuchung kommen wird und Kennelly sich verantworten muss.
Trotz seiner anfänglichen Bedenken hat Picard Ro inzwischen zu schätzen gelernt. Er macht ihr das Angebot, weiterhin auf der Enterprise zu dienen, was sie gerne annimmt.

## Verbindungen zu anderen Star-Trek-Produktionen
Das Volk der Bajoraner hat hier seinen ersten Auftritt. Die Besetzung ihres Planeten durch die in Folge 4.12 (Der Rachefeldzug) eingeführten Cardassianer und die daraus resultierende Feindschaft bilden die Grundlage für die Spin-off-Serie Star Trek: Deep Space Nine (und zu einem kleineren Teil auch von Star Trek: Voyager). Das Aussehen und die Hintergrundgeschichte der Bajoraner wurden in ihren späteren Auftritten noch einmal leicht überarbeitet. Ihr gerippter Nasenrücken blieb erhalten, die kleinen Kämme über den Augen, die in Fähnrich Ro noch zu sehen sind, wurden später weggelassen. Aus den hier genannten 40 Jahren Besatzungszeit wurden in mehreren Folgen von Star Trek: Deep Space Nine 50 Jahre gemacht. Die massenhafte Vertreibung der Bajoraner von ihrem Heimatplaneten spielt in Star Trek: Deep Space Nine keine Rolle mehr. Dort wird stattdessen etabliert, dass sie von den Cardassianern versklavt wurden und Zwangsarbeit verrichten mussten.

## Produktion

### Darsteller
Michelle Forbes hatte zuvor bereits die Kaelonianerin Dara in Folge 4.22 (Die Auflösung) gespielt. Das Produktionsteam war von ihrer Darstellung sehr begeistert und mit Beginn der fünften Staffel von Raumschiff Enterprise – Das nächste Jahrhundert wurde ihr eine wiederkehrende Nebenrolle angeboten. Die Produzenten hofften, mit der Einführung von Ro Laren etwas mehr Konfliktpotenzial in die Serie zu bringen. Forbes verkörperte Ro Laren in acht Folgen der Serie und in einer Folge von Star Trek: Picard.
Jeffrey Hayenga, Darsteller von Orta, spielte auch den Vulkanier Dr. Yuris in Folge 2.14 (Stigma) von Star Trek: Enterprise.
Harley Venton, der hier den Transportertechniker Fähnrich Collins darstellt, spielte in Folge 5.11 (Der einzige Überlebende) von Raumschiff Enterprise – Das nächste Jahrhundert einen weiteren Transportertechniker namens Fähnrich Hutchinson.
Ken Thorley hat hier seinen ersten Auftritt als der bolianische Friseur Mister Mot. Er spielte diese Rolle noch einmal in Folge 6.05 (In den Subraum entführt) sowie in Szenen, die für Folge 6.20 (Das fehlende Fragment) gedreht, aber letztlich nicht verwendet wurden. Thorley spielte außerdem einen Seemann in Folge 5.26 (Gefahr aus dem 19. Jahrhundert, Teil I).

### Kostüme
Die braunen Uniformen der Cardassianer sind hier zum zweiten und letzten Mal zu sehen. Sie wurden in späteren Produktionen durch schwarze Uniformen mit einem anderen Design ersetzt.
Für eine Szene, in der Ro Laren einem bajoranischen Mädchen ihre Uniformjacke schenkt, mussten einige Modifikationen am Kostüm vorgenommen werden, da die Sternenflottenuniformen eigentlich sehr futuristisch wirken sollten und deshalb ohne sichtbare Verschlüsse gefertigt worden waren.

### Drehorte
Als Drehort für das bajoranische Flüchtlingslager auf Valo II diente der Bronson Canyon in Los Angeles.

### Modelle
Für die Darstellung des bajoranischen Transportschiffs wurde das modifizierte Husnok-Raumschiff aus Folge 3.03 (Die Überlebenden auf Rana-Vier) von Raumschiff Enterprise – Das nächste Jahrhundert wiederverwendet. Das Transportschiff gehört der Antares-Klasse an. Weitere Schiffe dieses Typs sind in mehreren Folgen von Star Trek: Deep Space Nine zu sehen, für diese wurde jedoch zumeist auf das modifizierte Modell des Raumschiffs Batris aus Folge 1.20 (Worfs Brüder) von Raumschiff Enterprise – Das nächste Jahrhundert zurückgegriffen.

## Rezeption
Keith DeCandido bewertete Fähnrich Ro 2012 auf tor.com als eine sehr gute Folge von Raumschiff Enterprise – Das nächste Jahrhundert, die bereits für sich allein gut funktioniert, aber in der Rückschau und mit dem Wissen, dass hier der Grundstein für die Nachfolgeserien Star Trek: Deep Space Nine und Star Trek: Raumschiff Voyager gelegt wurde, noch stärker wirkt. Die Bajoraner hielt DeCandido für ein interessantes Volk, gerade weil es für ihr Schicksal leider zahlreiche Parallelen in der realen Welt gibt. Ro Laren war für ihn eine willkommene Ergänzung der allzu homogenen Besatzung der Enterprise.